# Alaptus iceryae
Alaptus iceryae är en stekelart som beskrevs av Riley 1889. Alaptus iceryae ingår i släktet Alaptus och familjen dvärgsteklar. Inga underarter finns listade i Catalogue of Life.